# Insight Film Studios
 (août 2016).
Si vous disposez d'ouvrages ou d'articles de référence ou si vous connaissez des sites web de qualité traitant du thème abordé ici, merci de compléter l'article en donnant les références utiles à sa vérifiabilité et en les liant à la section « Notes et références ».
Insight Film Studios est une société de production de cinéma et de télévision canadienne, créée par Kirk Shaw en 1990.

## Filmographie

### Films cinéma
- 2004 : Dowtown : A Street Tale de Rafal Zielinski
- 2004 : Pursued de Kristoffer Tabori
- 2006 : Le pacte de Michael Bafaro
- 2006 : Sisters, sœurs de sang de Douglas Buck
- 2007 : Blonde and Blonder de Dean Hamilton
- 2007 : Le cœur à vif de Ryan Eslinger
- 2007 : Givré ! de Harris Goldberg
- 2007 : Bataille à Seattle de Stuart Townsend
- 2007 : Le jackpot de Noël de James Orr
- 2009 : Helen de Sandra Nettelbeck

### Téléfilms
- 2002 : A l'épreuve des flammes (Wildfire 7 : The Inferno) de Jason Bourque
- 2002 : Essaim mortel (Killer Bees !) de Penelope Buitenhuis
- 2003 : Game Over (Maximum Surge) de Jason Bourque
- 2004 : Sea Ghost, la créature des abysses (The Thing Below) de Jim Wynorski
- 2004 : L'Île des insectes mutants (Monster Island) de Jack Perez
- 2004 : Zolar (Zolar) de Carl Goldstein
- 2004 : Deep Evil (Deep Evil) de Pat Williams
- 2004 : Traque en haute montagne (Snowman's Pass) de Rex Piano
- 2004 : Le Vœu de Noël (Eve's Christmas) de Timothy Bond
- 2004 : A Very Cool Christmas (A Very Cool Christmas) de Sam Irvin
- 2005 : Amour et Préméditation (Criminal Intent) de George Erschbamer
- 2005 : La vengeance de l'au-delà (Killer Bash) de David DeCoteau
- 2005 : Third Man Out (Third Man Out) de Ron Oliver
- 2005 : Secret conjugal (Secret Lives) de George Mendeluk
- 2005 : Cœurs emprisonnés (Captive Hearts) de Rex Piano
- 2005 : Un inconnu dans mon lit (Stranger in My Bed) de George Erschbamer
- 2005 : À la poursuite de Noël (Chasing Christmas) de Ron Oliver
- 2005 : Un foyer pour l'amour (Home for the Holidays) de Richard Compton
- 2005 : Impossible n'est pas Noël (Deck the Halls) de George Mendeluk
- 2005 : Le plus beau jour de l'année (His and Her Christmas) de Farhad Mann
- 2006 : Double Visage (Double Cross) de George Erschbamer
- 2006 : En toute impunité (Lesser Evil) de Timothy Bond
- 2006 : Une séductrice dans ma maison (Ties That Bind) de Terry Ingram
- 2006 : Roman meurtrier (Presumed Dead) de George Mendeluk
- 2006 : La dernière tempête (Dark Storm) de Jason Bourque
- 2006 : 12 Hours to Live (12 Hours to Live) de George Mendeluk
- 2006 : Traitement de choc (Shock to the System) de Ron Oliver
- 2006 : Max Havoc (Max Havoc : Ring of Fire) de Terry Ingram
- 2006 : Rattrapée par son passé (Veiled Truth) de Monika Mitchell
- 2006 : Au bord de la folie (Mind Games) de Terry Ingram
- 2006 : Une famille en cavale (Family in Hiding) de Timothy Bond
- 2006 : Menace sur la terre (Deadly Skies) de Sam Irvin
- 2006 : Dans la vie d'une autre (Not My Life) de John Terlesky
- 2006 : Marché de dupes (Her Fatal Flaw) de George Mendeluk
- 2006 : A contrecœur (My Silent Partner) de Ron Oliver
- 2006 : Une vie pour se reconstruire (The Secrets of Comfort House) de Timothy Bond
- 2006 : Femmes d'exception (Four Extraordinary Women) de Gail Harvey
- 2006 : Le prix de la trahison (To Have and to Hold) de Terry Ingram
- 2006 : La Conviction de ma fille (The Perfect Suspect) de David Winkler
- 2006 : En attendant l'âme sœur (Under the Mistletoe) de George Mendeluk
- 2006 : Trois vœux pour Noël (Holiday Wishes) de David Weaver
- 2006 : Les vœux de Noël (All She Wants for Chrismas) de Ron Oliver
- 2007 : La voix du cœur (A Valentine Carol) de Mark Jean
- 2007 : Termination Point (Termination Point) de Jason Bourque
- 2007 : Au nom de la passion (Secrets of an Undercover Wife) de George Mendeluk
- 2007 : Sex Conspiration (Judicial Conspiration) de George Mendeluk
- 2007 : Mauvais Fils (The Bad Son) de Neill Fearnley
- 2007 : Deux mobiles pour un meurtre (My Neighbor's Keeper) de Walter Klenhard
- 2007 : Danger en altitude (Destination : Infestation) de George Mendeluk
- 2007 : Passé troublant (I Know What I Saw) de George Mendeluk
- 2007 : Une rivale dans ma maison (Perfect Child) de Terry Ingram
- 2007 : Mélodie d'un soir (Love Notes) de David Weaver
- 2007 : Devil's Diary (Devil's Diary) de Farhad Mann
- 2008 : La voleuse au grand cœur (Past Lies) de Terry Ingram
- 2008 : La Terreur du Loch Ness (Beyond Loch Ness) de Paul Ziller
- 2008 : Ghost Prison (The Unquiet) de Bill Corcoran
- 2008 : À la recherche de M. Parfait (Making Mr. Right) de Paul Fox
- 2008 : Odysseus, voyage au cœur des ténèbres (Odysseus & the Isle of Mists) de Terry Ingram
- 2008 : Ogre (Ogre) de Steven R. Monroe
- 2008 : Au cœur de la tempête (Storm Cell) de Steven R. Monroe
- 2008 : Poison Ivy (Poison Ivy : The Secret Society) de Jason Hreno
- 2008 : Tout pour la vérité (Lost Behind Bars) de Scott Williams
- 2008 : Loin du cœur (Mom, Dad and Her) de Anne Wheeler
- 2008 : La porte dans le noir (Nightmare at the End of the Hall) de George Mendeluk
- 2008 : Ma femme, mon ex ... et moi ! (The Secret Lives of Second Wives) de George Mendeluk
- 2008 : Carnage en haute-mer (Troglodyte) de Paul Ziller
- 2008 : L'Énigme du sphinx (Riddles of the Sphinx) de George Mendeluk
- 2008 : Ba'al : La Tempête de dieu (Ba'al) de Paul Ziller
- 2008 : L'Enfer du feu (Trial by Fire) de John Terlesky
- 2008 : Mariage dangereux (Fatal Kiss) de Jason Bourque
- 2008 : Un souhait pour Noël (The Mrs. Clause) de George Erschbamer
- 2008 : Un Noël plein de surprises (Christmas Town) de George Erschbamer
- 2009 : En eaux troubles (Desperate Escape) de George Mendeluk
- 2009 : La Malédiction de Beaver Mills (Wyvern) de Steven R. Monroe
- 2009 : La Vallée des tempêtes (Tornado Valley) de Andrew C. Erin
- 2009 : À l'aube du dernier jour (Polar Storm) de Paul Ziller
- 2009 : Chasseuse de tempêtes (Storm Seekers) de George Mendeluk
- 2009 : Confiance brisée (Trust) de Allan Harmon
- 2009 : Seule contre tous (Encounter with Danger) de Neill Fearnley
- 2009 : Malibu Shark Attack (Malibu Shark Attack) de David Lister
- 2009 : Phantom Racer (Phantom Racer) de Terry Ingram
- 2009 : Tornades de glace (Ice Twisters) de Steven R. Monroe

### Séries télévisées
- 2005 : Young Blades (13 épisodes)
- 2007 : Blood Ties (22 épisodes)
- 2007 : Painkiller Jane (22 épisodes)
- 2008 : Under One Roof (13 épisodes)